# NGC 6947
NGC 6947 este o galaxie spirală barată situată în constelația Microscopul. A fost descoperită în 28 septembrie 1834 de către John Herschel. Se află la o distanță de 78,34 de megaparseci de Pământ.